# 阿尔曼萨 (莱昂省)
阿尔曼萨，是西班牙卡斯蒂利亚-莱昂莱昂省的一个市镇。总面积142平方公里，总人口715人（2001年），人口密度5人/平方公里。